# 横林奈津子
横林 奈津子（よこばやし なつこ、1月12日 - ）は、日本の女性声優。長野県出身。81プロデュース所属。

## 略歴
2018年にアミューズメントメディア総合学院卒業。
2019年4月1日付で81プロデュースに所属。

## 人物
趣味は料理、お風呂、お化粧。特技はクラリネット、野菜の千切り。

## 出演

### 劇場アニメ
- 思い、思われ、ふり、ふられ（2020年）
- がんばっていきまっしょい（2024年、女子生徒）

### ゲーム
- クロスクロニクル（2019年、雪鬼、パルテェン 他）
- ステラバラード：紋章の守護者と暁の竜（2020年、エゼル、サリー）

### オーディオブック
- ヒイラギエイク（2021年、仁科蓮華[4]）
- 夢探偵フロイト -マッド・モラン連続死事件-（2021年[5]）
- 犬と魔法のファンタジー（2021年、チアリー 他[6]）
- 忘却のアイズオルガン（2022年、ダヤン・マクレガー〈幼少期〉 他[7]）

### その他コンテンツ
- 第58回『〜声瞬〜81新ジュニア落語会』